# لته‌کوئر ۲۹۸
لته‌کوئر ۲۹۸ (به انگلیسی: Latécoère_298) یک هواگرد ملخ‌پیشین تک‌موتوره از نوع بمب‌افکن دریایی ساخت شرکت گروه لاتکوئر، برگه اویاسیون است. هواگرد لته‌کوئر ۲۹۸ نخستین پروازش را در ۶ مه ۱۹۳۶ میلادی انجام داد. این هواگرد در سال ۲۸ اکتبر ۱۹۳۸ میلادی رسماً معرفی گردید. در مجموع، تعداد ۱۲۱ فروند از این هواگرد ساخته شده‌است.